# Malesice (zámek)
Malesice jsou zámek ve stejnojmenné vesnici na okraji Plzně. Roku 1730 ho na místě starší tvrze nechal postavit hrabě Jan Petr z Wachsensteinu podle plánů barokního architekta Jakuba Augustona. Zámecký areál je chráněn jako kulturní památka ČR.

## Historie
Prvním známým panským sídlem u Malesic býval hrad Kyjov, který nechal na počátku čtrnáctého století postavit nejspíše Děpolt z Malesic. V patnáctém století majitelé hrad opustili a přestěhovali se na tvrz v Malesicích, která stávala na místě zámku. První písemná zmínka o ní pochází z roku 1503 a nachází se v závěti plzeňské měšťanky Anny Šafránkové z Poutnova. Ta ji spolu s dalším majetkem odkázala Slaviborovi Prackovi ze Svinné a bratrům Štěpánovi, Benešovi a Jiříkovi, kteří snad používali přídomek z Poutnova. Podle podmínek závěti spravovali dědicové majetek až do smrti Slavibora Pracka společně. Z ostatních majitelé poté jako první brzy zemřel Beneš, Jiřík byl roku 1522 zavražděn a Štěpán byl jako jediný majitel Malesic a Smědčic uveden ještě v roce 1536.
V roce 1544 Malesice i Smědčice patřily Štěpánovým synovcům Jindřichovi, Bedřichovi, Jiřímu a Oldřichovi. Po Jindřichově smrti se bratři roku 1550 rozdělili tak, že Bedřich dostal Smědčice, Jiří Červený Hrádek a Oldřich Malesice. Oldřich zemřel jako první, a jeho majetek zdědili zbývající bratři, z nichž Jiří roku 1565 koupil i Bedřichovu polovinu. Panství mu potom patřilo až do roku 1594, kdy zemřel. Dědičkami majetku se stala jeho dcera Barbora provdaná za Václava ze Štampachu a vnučka Polyxena, která se narodila Jiřího synu Václavovi. Při pozdějším dělení majetku se držitelkou Malesic stala Polyxena. Statek byl kvůli velkým dluhům prodán roku 1628 Lidmile Loubské ze Svárova, které patřil až do roku 1666, kdy jej koupil Jan Morávek z Morenfelsu. Po něm jej v roce 1670 zdědili synové Jan František, Leopold Václav a Josef z Morenfelsu, z nichž se stal posledním majitelem Leopold Václav, který Malesice prodal roku 1713 a o dva roky později je získala hraběnka Barbora Františka Barbo z Wachsensteinu.
Hrabatům z Wachsensteinu statek patřil až do roku 1753. V roce 1730 nechal Jan Petr Barbo z Wachsensteinu na místě staré tvrz postavit nový barokní zámek, jehož plány vypracoval architekt Jakub Auguston. Dalšími majiteli se stali Širntyngarové, v roce 1807 zámek koupil hrabě Hugo Damián Ervín Schönborn. V roce 1917 potom malesický velkostatek koupili Škodové. Roku 1948 zámek vyhořel a později byl opraven, rozšířen o druhé patro a využíván jako studentská kolej.

## Stavební podoba
Dvoupatrová zámecká budova má obdélný půdorys a mansardovou střechu. Střed a okraje vstupního průčelí zdůrazňuje trojice rizalitů. Střední rizalit je trojosý a od počátku dvoupatrový. V jeho přízemí se nachází vstupní portál, nad kterým je balkon se zprohýbaným půdorysem a balustrádou. Nahoře ho zakončuje štít s dvojicí oken a bočními volutami. Zahradní průčelí je vyřešeno podobně, ale jeho boční rizality jsou hlubší a před průčelím je prohnutá terasa s balustrádou. Z terasy vedou tři vchody do osmiúhelníkového sálu klenutého valenou klenbou s lunetami. Fasády celé budovy jsou ozdobené pilastry, rustikovými pásy a lizénovými rámci.
Součástí památkově chráněného areálu je kromě zámku také obytná budova (čp. 63), terasa, sýpka s barokním portálem a park s částečně dochovanou ohradní zdí s vjezdem a brankou.